# (Не)идеальные роботы
«(Не)идеальные роботы» (англ. Robots) — художественный фильм режиссёров Энтони Хайнса и Каспера Кристенсена. Главные роли исполнили Шейлин Вудли и Джек Уайтхолл. В основе сюжета фильма рассказ Роберта Шекли.

## Сюжет
В 2032 году, после того, как передовая робототехника позволила человечеству использовать реалистичных андроидов в качестве слуг и чернорабочих, богатые жители пригорода Элейн и Чарльз используют своих двойников-андроидов, чтобы избежать временных ограничений, связанных с свиданиями. Когда самозванцы понимают, что влюбляются, они крадут личности своих владельцев и бегут, вынуждая Элейн и Чарльза объединиться и вернуть свои жизни.

## В ролях
- Шейлин Вудли — Элейн[4][5]
- Джек Уайтхолл — Чарльз
- Кейс Мэтьюс — офицер Бишоп
- Джекамоу Баззелл — шериф Билл Хортон
- Пол Раст — Зак
- Николас Рутерфорд — Тед-младший
- Пол Юревич — Эшли
- Дэвид Грант Райт — Тед Кэмерон
- Челси Эдмундсон — Эмили Денхольм
- Эмануэла Постаккини — Франческа

## Производство
О начале работы над проектом стало известно летом 2020 года. На главную роль была приглашена Эмма Робертс, затем её заменила Вудли. Позднее к актёрскому составу присоединились Джек Уайтхолл, Кейс Мэтьюс и Джекамоу Баззелл.
Съёмки проходили в Нью-Мексико в августе 2021 года.
В апреле 2023 года Neon приобрела права на фильм в США и странах Карибского моря. 19 мая 2023 года фильм был показан одновременно в кинотеатрах и по запросу в США. Он также был выпущен в России 10 ноября 2022 года и в Объединённых Арабских Эмиратах 19 января 2023 года.

## Воспрятие
На сайте-агрегаторе рецензий Rotten Tomatoes 20 % из 10 рецензий критиков являются положительными, со средней оценкой 3,8/10.
Как отмечает автор журнала FilmInk Лиза Нистром: «Здесь нет настоящих моментов для громкого смеха, никакой эмоционально трогательной развязки, перед нами просто безыскусная, но добродушная прогулка, которую можно спокойно забыть, как только она закончится». Стивен Роми (The Australian) оценил фильм в три балла из 5, посчитав его «приятным развлечением». Юлия Шагельман в своей статье для «Коммерсантъ» писала: «Авторы проапгрейдили текст, щедро добавив в него актуальной проблематики, но совершенно растеряли его мягкий юмор и гуманизм».